# Galleria elicoidale di Capistrello
La galleria elicoidale di Capistrello è un sistema di tunnel ferroviari dell'Abruzzo
posto lungo la ferrovia Avezzano-Roccasecca, nel comune di Capistrello (AQ).

## Storia

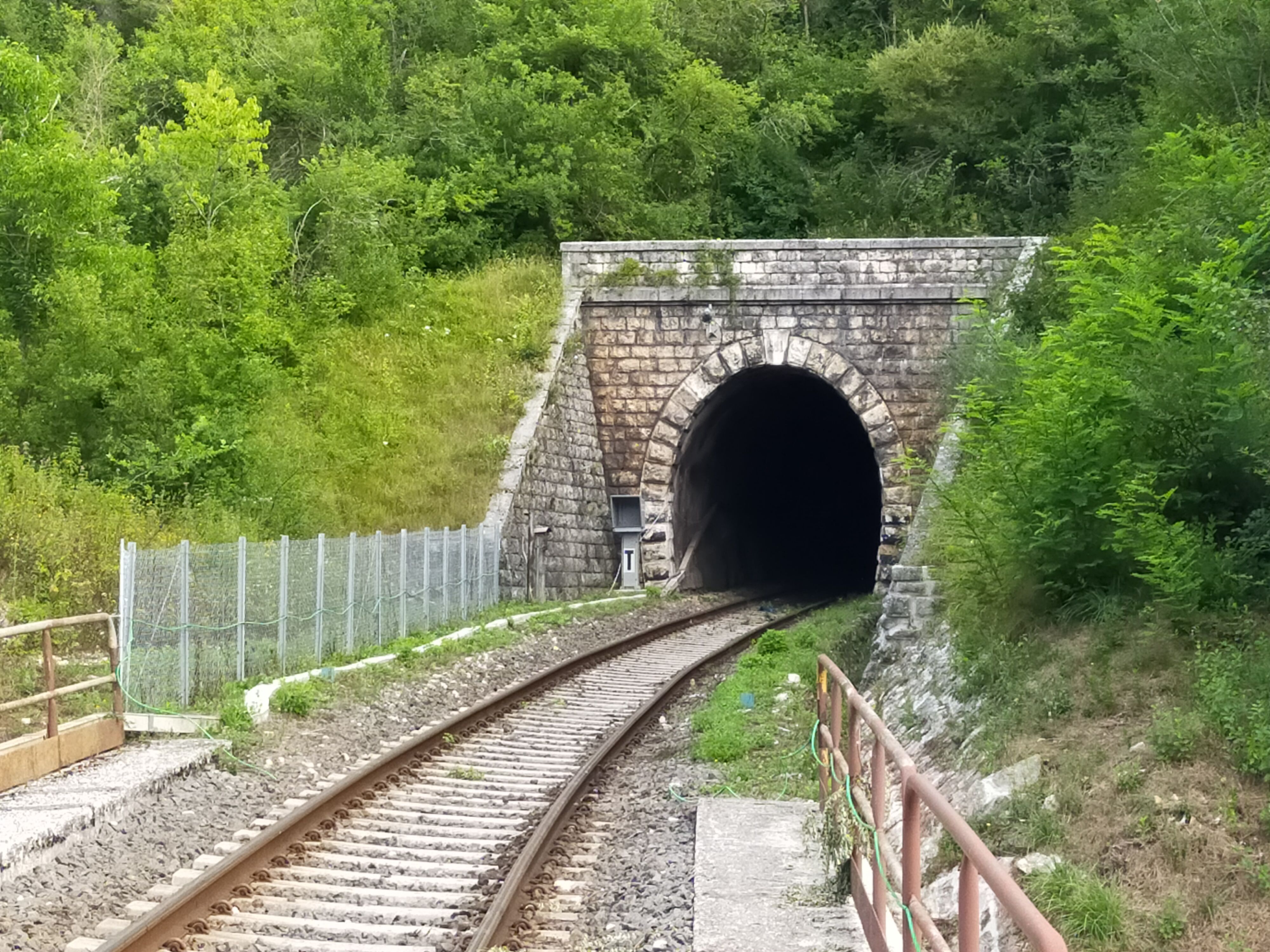
Imbocco della galleria in località Cupone

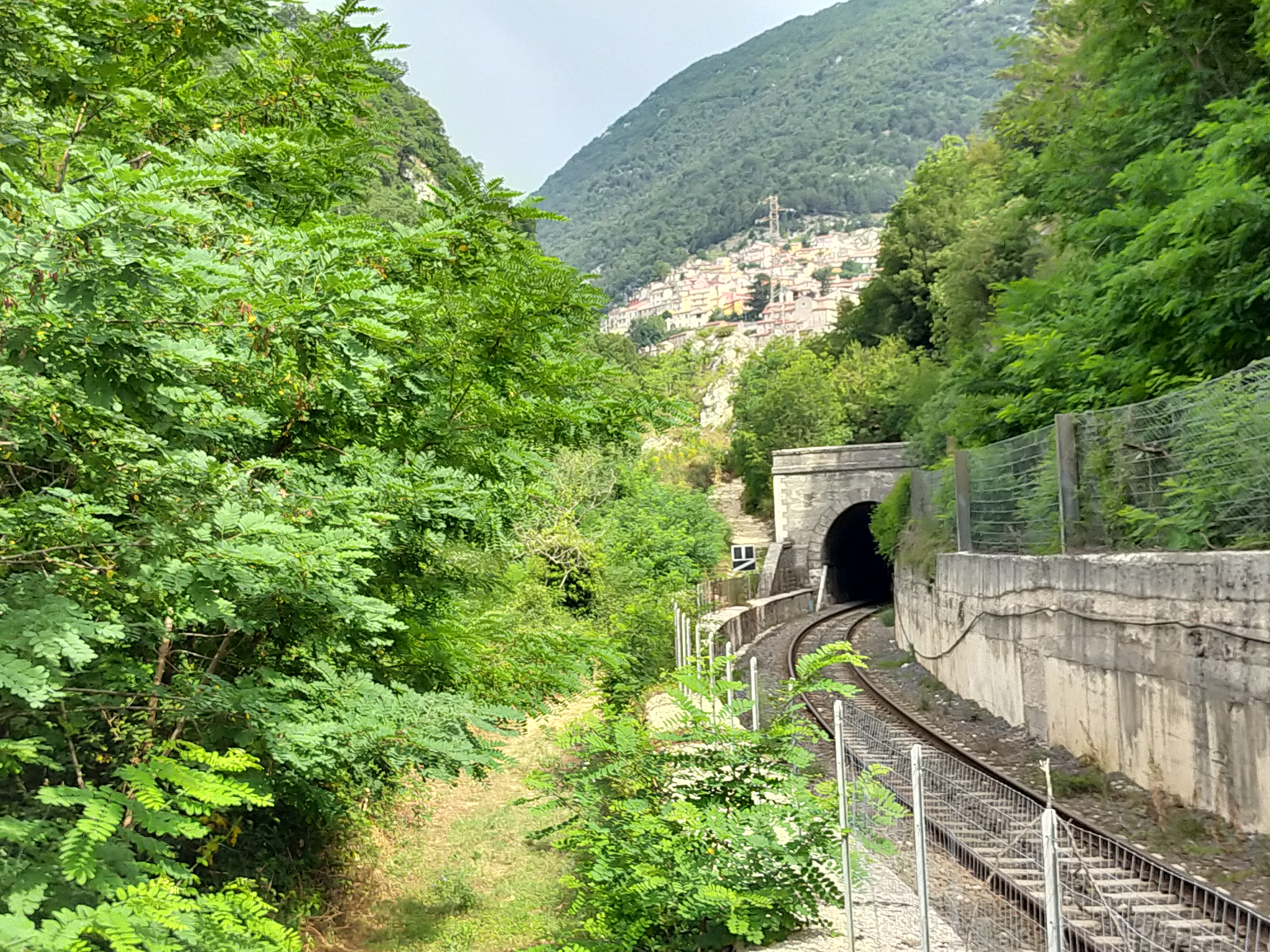
La galleria nei pressi di Pescocanale

La galleria elicoidale è un'opera di ingegneria ferroviaria progettata nella seconda metà del XIX secolo dall'ingegnere Ernesto Mangiarotti per conto della società Rete Mediterranea per superare le problematiche di natura tecnica sorte durante la realizzazione della ferrovia Avezzano-Roccasecca, tra Abruzzo e Lazio. Il progetto si prefissò di consentire alle locomotive dell'epoca il difficile attraversamento di un'area caratterizzata da un notevole dislivello e complessa a livello orografico e altimetrico come quella situata tra il borgo di Pescocanale e Capistrello (AQ), in particolare della stretta gola rovetana, attraversata dal fiume Liri. Al termine dei lavori, effettuati non senza difficoltà ma perfettamente riusciti, si poté collegare la linea ferroviaria dall'imbocco della valle Roveto (623 m s.l.m.) al versante meridionale dei piani Palentini (725 m s.l.m.), di conseguenza alla stazione di Avezzano.
Venne realizzata tra il 1877 e il 20 agosto 1902, data dell'inaugurazione della tratta Balsorano-Avezzano.

## Caratteristiche
L'infrastruttura, tuttora in funzione, è situata nel territorio comunale di Capistrello tra la stazione ferroviaria e le località di Cupone e Pescocanale, entrambe dotate di fermate ferroviarie nel corso del XX secolo. Non distante si trova un tratto del tracciato della strada statale 82 della Valle del Liri, lo sbocco dell'emissario di Claudio e i resti della centrale idroelettrica di casa Torlonia.
Il sistema dei sette trafori, nessuno dei quali oltrepassa la lunghezza di 1 chilometro e mezzo, con un andamento elicoidale ad "U" permette di superare un dislivello di 102 metri con una rampa del 30‰ e con una pendenza media del 20 per mille all'interno dei tunnel. Il raggio minimo di curvatura si attesta sui 300 metri.
I nomi delle gallerie del tratto elicoidale sono "del Molino", "La Giorgia", "dell'Emissario" e "Capistrello".